# Nicolai Dohn
Nicolai Møller Dohn (født 18. august 1998 i Skjød) er en dansk fodboldspiller, der spiller som midtbanespiller i den danske klub Skive Ik

## Karriere
Dohn startede sin fodboldkarriere i Hammel GF. Han skiftede sidenhen til Silkeborg IF og AGF. Da han startede som elev på Balle Musik- og Idrætsefterskole startede han samtidig i AC Horsens.

### AC Horsens
Mens han stadig var U/19-spiller i U/19 Divisionsholdet, for hvem han samtidig er anfører for, fik han sin debut for klubbens bedste hold i DBU Pokalen den 10. august 2016, da han blev skiftet ind i det 54. minut i stedet for Joseph Mensah i en 3-1-sejr over Serie 1-holdet Tarm IF.
Han fik debut i Superligaen den 8. maj 2017, da blev skiftet ind i det 76. minut i stedet for Kjartan Finnbogason. To dage senere skrev U/19-anføreren under på en etårig kontrakt.
Han forlod ved kontraktudløb i juni 2018 AC Horsens og søgte en klub i 1. division, evt. 2. division, hvor muligheden for spilletid var større.

### Nykøbing FC
I slutningen af juli 2018 skrev Dohn under på en toårig kontrakt med 1. divisionsklubben Nykøbing FC. Han fik sin debut allerede samme dag, da han blev skiftet ind i det 85. minut som erstatning for Joachim Wagner i en 0-0-kamp mod Viborg FF.